# Фіолетовий день

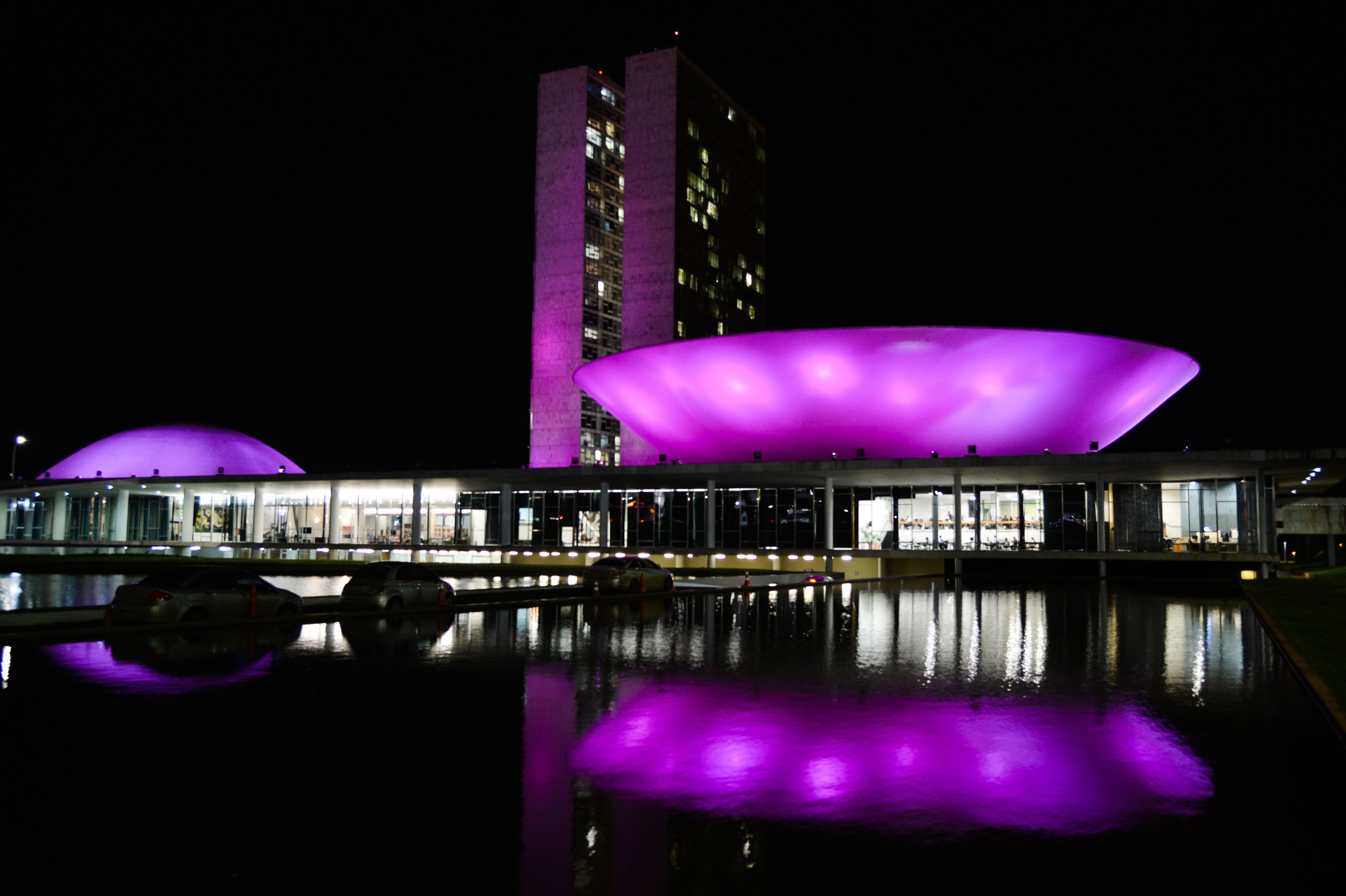
Конгресо Націонал Бразилії запалав фіолетовим на фіолетовий день

«Фіолетовий день» — це глобальна низова подія, сформована з метою підвищення обізнаності про епілепсію у всьому світі та розвіяння загальних міфів та страхів щодо цього неврологічного розладу. Подальші наміри цього руху полягають у зменшенні соціальних стигм, які часто переживають багато людей, хворих на цю хворобу, в забезпеченні та захисті тих, хто живе з епілепсією, і в заохоченні людей, які живуть із таким захворюванням, до дій у своїх громадах для досягнення цих цілей. День відбувається щорічно 26 березня.

## Формування та історія
Концепція «Фіолетового дня» була ініційована дев'ятирічною Кессіді Меган і була мотивована власною боротьбою з епілепсією. Перший захід «Фіолетового дня» відбувся 26 березня 2008 року, і зараз він відомий як Фіолетовий день епілепсії. Асоціація епілепсії Нової Шотландії долучилася до Кессіді та допомогла поширити обізнаність про її ініціативу.
У 2009 році заснований у Нью-Йорку Фонд Аніти Кауфманн та Асоціація епілепсії Нової Шотландії долучилися до започаткування Фіолетового дня на міжнародному рівні та збільшення залучення організацій, шкіл, бізнесу, політиків та знаменитостей. 26 березня 2009 року понад 100 000 студентів, 95 робочих місць та 116 політиків взяли участь у Фіолетовому дні. У березні 2009 року офіційний запуск USA Purple Day Party був організований Фондом Аніти Кауфманн. Канадець Пол Шаффер із Пізнього шоу з Девідом Леттерманом відвідав офіційний запуск у Цукерковому барі Ділана в Нью-Йорку.
У березні 2012 року «Фіолетовий день» отримав Королівську згоду і став законним днем для обізнаності про епілепсію в Канаді.
У грудні 2015 року роздрібний продавець електроніки Дік Сміт домовився про велике корпоративне партнерство з Epilepsy Action Australia, щоб підтримати Фіолетовий день в Австралії грошовою спонсорською допомогою, призами та ексклюзивним розповсюдженням товарів Фіолетовий день. За тиждень до святкування Фіолетового дня у 2016 році Діка Сміта взяли під суд. Пізніше Retail Food Group надала пожертву у розмірі 50 000 доларів США на відповідність раніше обіцяному спонсорству Діка Сміта.
Фонд Аніти Кауфманн володіє торговою маркою США «Фіолетовий день», реєстр. № 4055 0330 від 15 листопада 2011 року.

## Опис

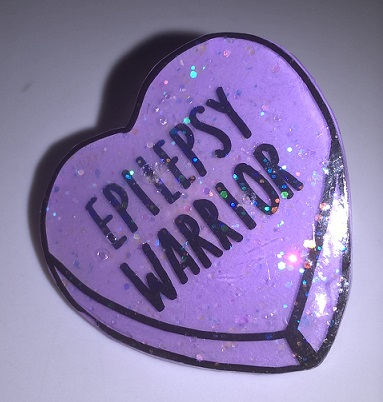
Брошка фіолетового кольору з написом, що стосується епілепсії

Фіолетовий день проводиться щороку 26 березня. Прихильникам рекомендується носити предмет одягу фіолетового кольору. Лаванда є міжнародним кольором епілепсії, а також кольором, який символізує самотність.
Метою Фіолетового дня є підвищення рівня поінформованості громадськості, зменшення соціального тиску, яку переживають багато людей, хворих на цей стан, і надання людям, які страждають на епілепсію, дій у своїх громадах.
Пурпурний день відзначається в Австралії для фінансування різних організацій з підтримки епілепсії, включаючи Епілепсію Австралії, Епілепсію Квінсленду та Фонд епілепсії.
Під час видання «Фіолетового дня» у 2018 році Альянс з лікування епілепсії закликав технологічний сектор просувати подальші інновації для лікування епілепсії.
Фіолетовий день святкували у світі Волта Діснея в Орландо, штат Флорида, третій рік поспіль 1 березня 2020 року. Відвідали близько 1000 людей. Він включав ранок із Мінні та Міккі, а вдень проводили виставкові та інформаційні сесії. Деякі теми були: Свобода нападів та сім'я, все ще судоми, незважаючи на ліки, продукти CBD: FDA схвалено проти не затверджених FDA, кластери судом, рятувальні препарати та варіанти терапії, Ранні роки, Навігаційні зміни та Стати дорослими. День закінчився візитом до Епкота, де Космічний корабель Земля забарвився у фіолетовий на підтримку обізнаності про епілепсію. Також був приз у розмірі 250 доларів.

### Світовий рекорд Гіннеса
У 2017 році Фондом Аніти Кауфманн під час Фіолетового дня був зафіксований рекорд Гіннеса за досягнення найбільшої в історії тренінгу з епілепсії.

## Цитовані твори та подальше читання
- Grant, Colin (2016). A Smell of Burning: The Story of Epilepsy. London: Boxtree Books. ISBN 978-0-224-10182-0.